# سرگی کلیوگین
سرگی کلیوگین (انگلیسی: Sergey Klyugin؛ زادهٔ ۲۴ مارس ۱۹۷۴) ورزشکار پرش ارتفاع اهل روسیه بود.
وی همچنین برندهٔ جوایزی همچون نشان دوستی شده‌است.